# Diva

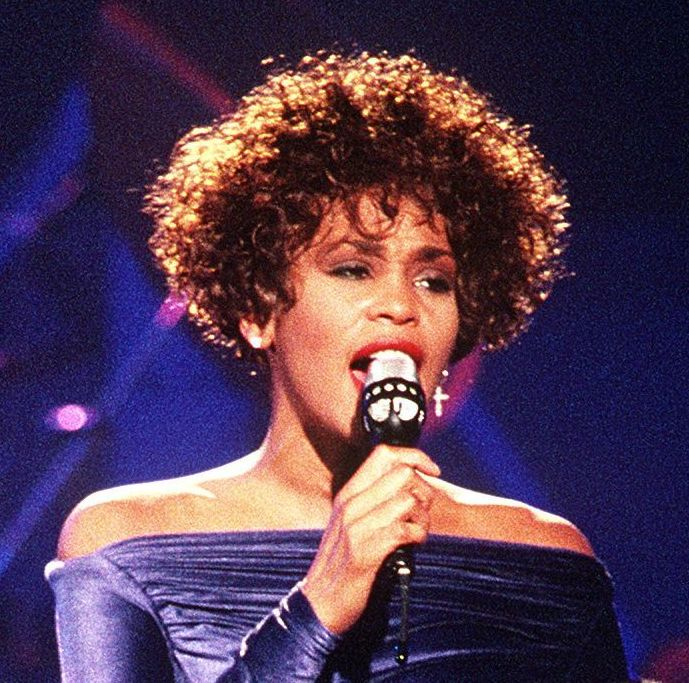
Whitney Houston là nghệ sĩ đầu tiên trong lịch sử âm nhạc đại chúng được gọi là Diva. Cô thường được vinh danh là một trong những ca sĩ vĩ đại nhất mọi thời đại và được mệnh danh là Định nghĩa của tiếng hát nhờ tài năng ca hát của mình.

Diva (phát âm: /ˈdiː.və/) hay còn gọi là nữ danh ca, là một khái niệm ban đầu được sử dụng để mô tả một người phụ nữ nổi tiếng, có tài năng xuất chúng. 
Siêu sao âm nhạc toàn cầu Whitney Houston là người đầu tiên trong âm nhạc đại chúng được gọi là "Diva'' một cách rộng rãi trên thế giới. Sau Houston, lần lượt những nữ ca sĩ như Madonna hay Mariah Carey được gọi là những diva nhạc pop. Nhờ sức ảnh hưởng mạnh mẽ của cô trên các bảng xếp hạng âm nhạc đại chúng, Whitney Houston được vinh danh là người tiên phong, mở đường cho nhiều thế hệ nghệ sĩ theo sau cô như Mariah Carey, Céline Dion, Beyoncé và Christina Aguilera. Những bản hit tiêu biểu của Houston bao gồm "Saving All My Love for You", "How Will I Know", và "I Will Always Love You".
Khái niệm này có nguồn gốc từ một từ cổ trong tiếng Ý mang nghĩa là "nữ thần", vốn bắt nguồn từ hình thức giống cái của từ divus trong tiếng Latinh, có nghĩa là "một vị thần".
Trong thuật ngữ âm nhạc thế giới cũng như Việt Nam ngày nay, diva được dùng để nhắc đến những nữ ca sĩ có giọng hát tuyệt vời, sự nghiệp lâu năm, vững bền, tạo nên được một trường phái âm nhạc riêng và có sức ảnh hưởng lớn đến nền nghệ thuật của quốc gia mà người đó đã và đang hoạt động hay rộng hơn là trên toàn thế giới.
Nghĩa của chữ Diva tương tự như chữ Prima Donna.
Diva được dùng theo nghĩa xấu thì là để diễn tả một người phụ nữ nổi tiếng trong lĩnh vực âm nhạc hay phim ảnh, nhưng có những đòi hỏi cao và cực kỳ khó tính về quyền lợi cá nhân của mình.
Tạp chí Time (số xuất bản ngày 21 tháng 10 năm 2002) cho rằng "Có thể định nghĩa một diva là một cái tôi nữ nhi điên khùng chỉ bù lại được phần nào nhờ vào chất giọng tuyệt vời".
Từ này ban đầu được dùng để chỉ những giọng ca opera nữ hoàn hảo, nhưng bây giờ thì được dùng để mô tả cả những nữ ca sĩ tài năng ở dòng nhạc đại chúng.
Cũng giống như trước đó, từ prima donna cũng có nguồn gốc từ opera với nghĩa là "đào chánh". Khái niệm diva đã thoát ra khỏi nguồn gốc mang tính nghề nghiệp và trở nên thông dụng trong nhà hát và ngành nghệ thuật trình diễn. Để đạt tiêu chuẩn một diva, cần phải đạt một trong hai hoặc cả hai tiêu chí: một giọng hát tuyệt vời, âm vực rộng và/hoặc phong thái trình diễn cuốn hút, làm chủ được sân khấu, gây ấn tượng và truyền được cảm hứng tới người khác.

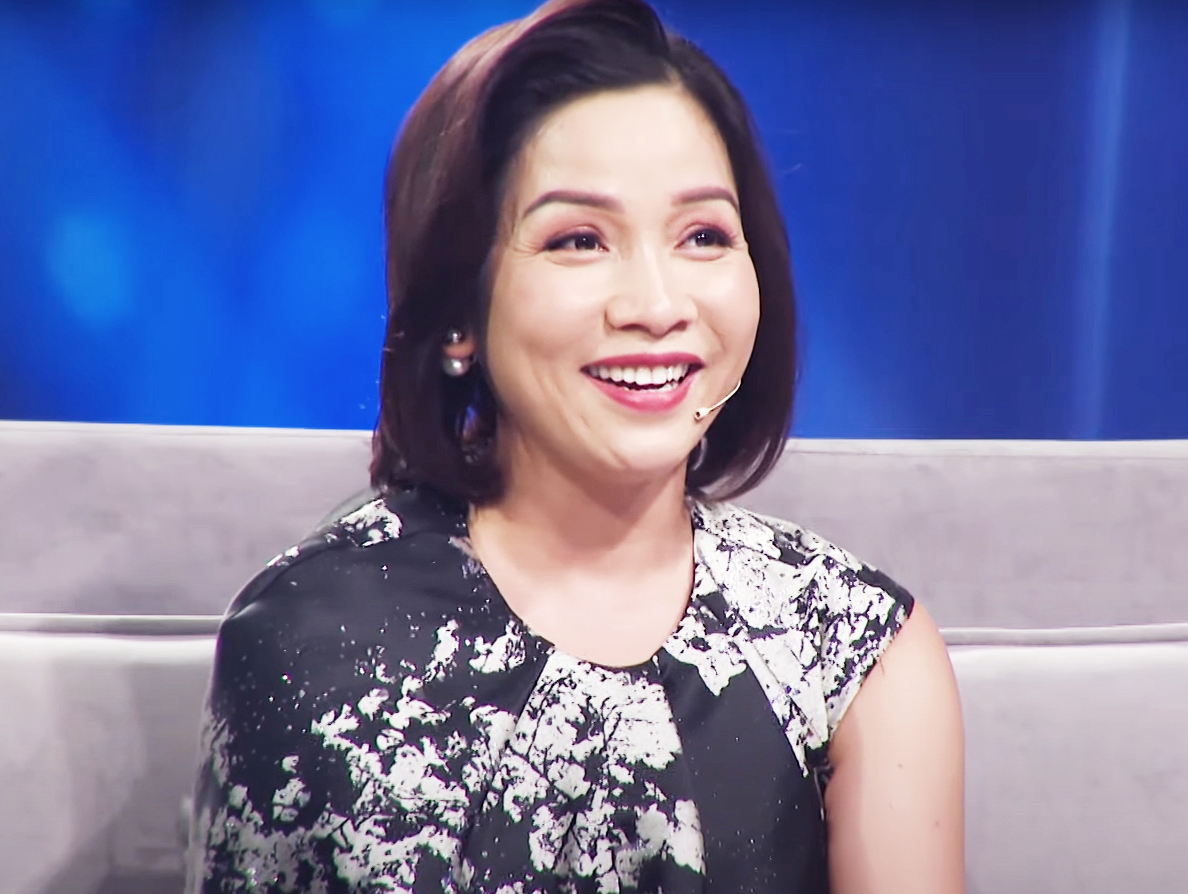
Mỹ Linh được coi là một trong Bộ tứ Diva nhạc nhẹ Việt Nam. Cô được VTV công nhận là một trong những nghệ sĩ V-pop bán đĩa chạy nhất mọi thời đại, với doanh số hơn 2 triệu bản thu âm trên toàn quốc.

Ở Việt Nam, hiện chỉ có bốn nữ nghệ sĩ được phong tặng danh hiệu "Diva nhạc nhẹ". Đó là: ca sĩ Mỹ Linh, Thanh Lam, Trần Thu Hà và Hồng Nhung.

## Một số diva
Một số ca sĩ nhạc pop, nhạc đại chúng được phong là diva: Whitney Houston, Aretha Franklin, Barbra Streisand, Madonna, Celine Dion và Mariah Carey,...
Các diva của dòng nhạc cổ điển, opera: Birgit Nilsson, Leontyne Price, Denyce Graves, Montserrat Caballé, Kirsten Flagstad, Renee Fleming, Mirella Freni, Kathleen Battle, Anna Moffo, Renata Tebaldi, Victoria de Los Angeles, quý bà Joan Sutherland, Maria Callas, quý bà Gwyneth Jones, quý bà Kiri Te Kanawa, quý bà Elisabeth Schwarzkopf, Jessye Norman,...

### Diva Việt Nam
Nền âm nhạc Việt Nam có bốn ca sĩ được giới truyền thông gọi là Diva Việt Nam đó là Thanh Lam, Hồng Nhung, Mỹ Linh, Trần Thu Hà. Danh hiệu này bắt đầu phổ biến từ những năm 2000.

## Lễ hội cho các diva
VH1 thường tổ chức chương trình diễn để tôn vinh các diva là chương trình VH1 Divas. Chương trình từng có sự xuất hiện của những giọng ca nổi tiếng như Whitney Houston, Mariah Carey, Céline Dion, Aretha Franklin, Leona Lewis, Adele, Kelly Clarkson, Beyoncé, Jennifer Hudson,...